# Масерија Шоликио (Потенца)
Масерија Шоликио (итал. Masseria Sciollicchio) је насеље у Италији у округу Потенца, региону Базиликата.
Према процени из 2011. у насељу је живело 56 становника. Насеље се налази на надморској висини од 939 м.